# PSR J0537-6910
PSR J0537-6910是一顆年齡4,000歲的脈衝星 (從波霎的光抵達地球算起)，它在南方天空的大麥哲倫星系內，距離地球170,000光年，自轉頻率為62Hz。
天文學家John Middleditch和他在洛斯阿拉莫斯國家實驗室的小組是第一個預測星震的人，並且觀測到脈衝星的磁極漂移。他使用的資料來自羅西X射線計時偵測器。

## 外部連結
- Scientists Can Predict Pulsar Starquakes（页面存档备份，存于） (SpaceDaily) Jun 07, 2006
- Astronomers predict timing of starquakes（页面存档备份，存于） Maggie McKee (New Scientist) 15:54 06 June 2006
- SIMBAD entry for PSR J0537-6910（页面存档备份，存于）